# Rio Daschia
O Rio Daschia é um rio da Romênia, afluente do Şipoaia, localizado no distrito de Braşov.